# 月 (暦)
月（つき、がつ、げつ、英: month）は、時間の単位の一つ。年と日の中間にある単位で、一年を12分した日数である。現在世界で標準的に用いられるグレゴリオ暦は、修正元のユリウス暦の月を汲み、1か月の日数は30もしくは31日を基本とし、2月のみ通常（平年）は28日、400年間に97回ある閏年には29日としている。

## 概念
時間単位の「月」は、日次経過を知る際に天体の月の相（満ち欠け）の様子を見ることで容易に認識できることから生じた。新月から次の新月までの周期を指す1朔望月が約29.530 589日であることから30日（大の月）もしくは29日（小の月）を1か月としていた。
この周期単位を用いる太陰暦では、1年は約354.4日となってしまい、季節の循環を司る太陽が天球を一巡する周期である365.2422日と比べて、3年で1か月程度ずれが積み重なる。このため、閏月を適宜加える太陰太陽暦が作られた。しかし、どのように閏月を設定すべきかという置閏法の問題が残った。一年を太陽の運行から定める太陽暦は、ナイル川の氾濫が太陽年の周期で起こる古代エジプトで発明され、古代ローマのユリウス暦に取り込まれてヨーロッパに広まり、改暦を経たグレゴリオ暦として世界中に広まり、時間の「月」はその基準を天体の月から太陽へ移されることになった。

## 天文学的な月

### 定義
地球上からの観察において、月が太陽の位置に対して一巡する周期（期間）を朔望月または太陰月という。太陽 - 月 - 地球が直線に並ぶ朔（新月）から次の朔まで、または太陽 - 地球 - 月が並ぶ望（満月）から次の望までの期間を指す。これに対し、遠方にある恒星の位置に対して月が一巡する周期を恒星月といい、月が地球を一周する公転期間でもある。地球上から見て、月の軌道が黄道に対して昇る方向で交わる点（昇交点）に来る周期を交点月という。月が春分点を通過する周期は分点月と言われる。
月が近地点の位置に来る周期を近点月という。これら月の周期の間には、223朔望月 = 239近点月 = 242交点月 = Ts（6585.5376日） という尽数関係があり、このTsはサロス周期として古くから知られている。
朔望月は約29.530 589日、恒星月は約27.321 662日である。それらの周期は一定ではなく、年月の進みによって僅かずつであるが変化していく。その計算式は下記の通りである。
| 朔望月 | 29.530 588 853（日） + 0.000 000 002 162 × Y |
| 恒星月 | 27.321 661 547（日） + 0.000 000 001 857 × Y |
| 交点月 | 27.212 220 817(日) + 0.000 000 003 833 × Y   |
| 分点月 | 27.321 582 241（日） + 0.000 000 001 506 × Y |
| 近点月 | 27.554 549 878（日） − 0.000 000 010 390 × Y |

ここで、Y は、J2000.0（2000年1月1日12時（地球時TT））からのユリウス年数である。例えば、2017年1月1日の朔望月は、29.530 588 853（日） + 0.000 000 002 162 × 17 = 29.530 588 890 日 = 29日12時間44分02.8801秒となり、2000年1月1日の朔望月 29.530 588 853 日 = 29日12時間44分02.8769秒と比べて、0.0032秒だけ長くなる。

### 将来
一方、地球の自転は摂動や潮汐などの影響によって段々と減速している事も知られている。そして、月の公転期間との差異が徐々に縮まり、約50億年後には一致して地球と月は常に同じ面を向け合うようになるとの説もある。こうなると1朔望月は1日となり、地球上のほぼ半分からしか月は見えなくなる。

## 暦月
暦では、月は日の整数倍となる。暦によって、また同じ暦でも月により長さは異なる。太陰暦と太陰太陽暦では、ある月相（原則として朔）のころの日初を、月の始まりとする。そのため、1か月は平均すれば1朔望月に等しい。朔望月の日数には端数があるため、個々の月には30日の月（大の月）と29日の月（小の月）がある。一年は原則として12か月だが、太陰太陽暦では約2.713年に一度の閏年に閏月が加わり13か月になる。太陽暦は朔望に対応した単位を持たない。そのため月を置く必然性はないが、朔望とは無関係な「月」を持っている。

## ローマ暦に由来する名称と日数
英語やフランス語などの各月の呼称も、古代ローマで制定されたローマ暦の名称を引き継いでいる。ローマ建国の初代王ロームルスによって定められた最初の暦は紀元前735年に始まったロームルス暦であり、一年を人間の妊娠期間から決められたと言われる304日とし、それを10か月に分けて各月を決めた。最初の4か月にギリシア神話やローマ神話の神々の名を当て、続けて「5番目の月」「6番目の月」（以下同）という番号を振った。
しかしこの暦では季節とのずれが激しく、特に農業従事者からは不満が多かった。そのため2代目の王ヌマ・ポンピリウスは2か月を追加し、太陰暦の354日を基準としながら偶数を嫌う当時の迷信からこれに1日を加えた355日を一年とするヌマ暦を紀元前700年ごろに導入した。だがこれでも年間10日程度のずれが残った。閏月 (Merdedonius) や閏日を挿入して対応したが、やがて貴族や神官らが勝手に置閏を行うようになり、暦は不統一でばらばらな状態に陥った。
ガイウス・ユリウス・カエサル（ジュリアス・シーザー）はローマ内戦で逃れたグナエウス・ポンペイウスを追ってエジプトに遠征し、クレオパトラ7世と協調して勝利を収めた。この際、彼はソシゲネスから暦を学びローマに持ち帰った。これを基礎に紀元前47年に制定された、一年を太陽暦365日（閏年は366日）とし、新年を冬至に近いJanuarius の初日からとした暦がユリウス暦である。1か月は30日または31日が交互になるよう定め、超過分はヌマ暦で最終月だったFebruarius（2月）を29日（閏年は30日）と少なくして調整した。この際、元老院はシーザーを称え「第5の月」(Quintilis) の呼称を「ユリウス」 (Julius)へ改訂する決議をした。
その後、ローマ帝国初代皇帝となったアウグストゥスは支配下の元老院を操作して、誕生月であった「第6の月」 (Sextilis) を自らの名 (Augustus) に改称させた。この際、Julius より日数が少ないことを嫌って Februarius から1日を移して31日とし、以後の各月を30日と31日が交互に来るよう変更を施した。このような流れから、7月と8月に「大の月」が続くこと、「8」の接頭辞OCTを持つ月が10月という様に意味が2か月ずれた4つの月（9・10・11・12月）、そして2月の日数が少なく閏の調整に使われるという現在に通じるそれぞれの「月」が定まった。
| 月   | ロームルス暦 由来(日数) | ヌマ暦 由来(日数)           | ユリウス暦 (日数) | アウグストゥス 改訂 (日数) | 英語             | フランス語 | スペイン語 | イタリア語 | ドイツ語  |
| ---- | ----------------------- | --------------------------- | ----------------- | -------------------------- | ---------------- | ---------- | ---------- | ---------- | --------- |
| 1月  |                         | Januarius ヤーヌス(29)      | ←(31)             | ←(31)                      | January (Jan.)   | janvier    | enero      | gennaio    | Januar    |
| 2月  |                         | Februarius フェブルウス(28) | ←(29/閏30)        | ←(28/閏29)                 | February (Feb.)  | février    | febrero    | febbraio   | Februar   |
| 3月  | Martius マルス(31)      | ←(31)                       | ←(31)             | ←(31)                      | March (Mar.)     | mars       | marzo      | marzo      | März      |
| 4月  | Aprilis アプリリス(30)  | ←(29)                       | ←(30)             | ←(30)                      | April (Apr.)     | avril      | abril      | aprile     | April     |
| 5月  | Maius マイア(31)        | ←(31)                       | ←(31)             | ←(31)                      | May              | mai        | mayo       | maggio     | Mai       |
| 6月  | Junius ユーノー(30)     | ←(29)                       | ←(30)             | ←(30)                      | June (Jun.)      | juin       | junio      | giugno     | Juni      |
| 7月  | Quintilis 第5の月(31)   | ←(31)                       | Julius(31)        | ←(31)                      | July (Jul.)      | juillet    | julio      | luglio     | Juli      |
| 8月  | Sextilis 第6の月(30)    | ←(29)                       | ←(30)             | Augustus(31)               | August (Aug.)    | août       | agosto     | agosto     | August    |
| 9月  | September 第7の月(30)   | ←(29)                       | ←(31)             | ←(30)                      | September (Sep.) | septembre  | septiembre | settembre  | September |
| 10月 | October 第8の月(31)     | ←(31)                       | ←(30)             | ←(31)                      | October (Oct.)   | octobre    | octubre    | ottobre    | Oktober   |
| 11月 | November 第9の月(30)    | ←(29)                       | ←(31)             | ←(30)                      | November (Nov.)  | novembre   | noviembre  | novembre   | November  |
| 12月 | December 第10の月(30)   | ←(29)                       | ←(30)             | ←(31)                      | December (Dec.)  | décembre   | diciembre  | dicembre   | Dezember  |

なお、皇帝の名前を「月」の名称とする慣例はその後も行われ、皇帝ネロがAprilis（4月）を「ネロネウス」へ、皇帝ドミティアヌスが September （9月）を「ゲルマニクス」（カリグラとして有名な皇帝）、October（10月）を自らの名とする変名が行われた。しかしこれらは皇帝の死後元に戻された。一方、2代皇帝ティベリウスはSeptember（9月）をその名に変えようとする元老院の決定を「皇帝が13人になったらどうする」と覆したことが知られる。

## 世界の暦における様々な月の名称

### 季節や生活のサイクルに基づく名称
農耕や狩猟などに大きく依存する原始的社会では、必ずしも月の満ち欠けに倣わない暦も作られた。例えばフィリピンルソン島のボントク・イゴロット族の暦では、農作業に応じた不定期の8つの月が定められていた。
| ボントク・イゴロット族の月 | 意味                     | 期間    |
| -------------------------- | ------------------------ | ------- |
| イナナ                     | 稲作の作業が無い期間     | 3か月   |
| ラトゥプ                   | 初期の収穫期間           | 4週間   |
| チョオク                   | 本格的に米を収穫する期間 | 4週間   |
| リバス                     | パレイの収穫を終える期間 | 10-15日 |
| バリリング                 | キャモーツを植え付け期間 | 6週間   |
| サガンマ                   | 稲作の苗床を作る期間     | 2か月   |
| パチョング                 | 種まきの期間             | 5-6週間 |
| サマ                       | 苗の植え付け期間         | 7週間   |

北海道のアイヌが用いた暦が、1892年刊行の『あいぬ風俗略志』（村尾元長 著）に記録された。旧暦の3月から始まる一年に不定期の閏月を設けていた点から、素朴な太陰太陽暦と考えられる。自然現象や生活行動に基づく各月の名や、日照時間が長くなり始める月から一年が始まる特徴は、アメリカのイロコイ族が用いた暦にも共通する。
| 旧暦の月 | 北海道アイヌ暦                    | 意味                                                                         |
| -------- | --------------------------------- | ---------------------------------------------------------------------------- |
| 3月      | イノミ チュブ トエンタンネ チュプ | 祝いの日 日照時間が長くなり始める月                                          |
| 4月      | ハプラプ チュプ                   | 鳥が来て鳴く月、あるいは木の葉の開く月                                       |
| 5月      | モ キウタ チュプ                  | ヒメイズイ（ユリ科の植物）を採り始める月、あるいはオオウバユリを採り始める月 |
| 6月      | シ キウタ チュプ                  | ヒメイズイが盛んに採れる月、あるいはオオウバユリを盛んに採る月               |
| 7月      | モ マウ タ チュプ                 | ハマナスを採り始める月                                                       |
| 8月      | シ マウ タ チュプ                 | ハマナスが盛んに採れる月                                                     |
| 9月      | モ ニヨラプ チュプ                | 落葉が始まる月                                                               |
| 10月     | シ ニヨラプ チュプ                | 落葉が盛んな月 または サケが来る月                                           |
| 11月     | ウンボク チュプ                   | 足の裏が冷たくなる月                                                         |
| 12月     | シュナン チュプ                   | たいまつで漁撈をする月                                                       |
| 1月      | ク エ カイ                        | 弓が折れるほどに狩猟を行う月、あるいは弓が折れるほど寒い月                   |
| 2月      | チウ ルプ チュプ                  | 海が凍結する月                                                               |
| 閏月     | ホルカバ                          | 後戻りする月                                                                 |

より寒冷な樺太に住む樺太アイヌの暦は、北海道アイヌとは微妙に異なる。
| 旧暦の月 | 樺太アイヌ暦                                           |
| -------- | ------------------------------------------------------ |
| 3月      | 日脚の長くなる月                                       |
| 4月      | 小鳥の来る月                                           |
| 5月      | オオウバユリを掘る月（気候の関係で、実際には掘れない） |
| 6月      | キュウリウオが登る月                                   |
| 7月      | 鱒が登る月                                             |
| 8月      | 鱒の焼き乾しを作る月                                   |
| 9月      | 木の葉が落ちる月                                       |
| 10月     | 罠をかける月                                           |
| 11月     | 罠を集める月                                           |
| 12月     | 雪が降る月                                             |
| 1月      | 寒い月                                                 |
| 2月      | 融ける月                                               |

また、鳥居龍蔵が採録した千島アイヌの暦は、野鳥や海産物の名に由来している
| 旧暦の月 | 千島アイヌ暦        | 意味                   |
| -------- | ------------------- | ---------------------- |
| 1月      | アシヌエ キ チュプ  | 初めて来た月           |
| 2月      | トタネニタ          | 日の長き月             |
| 3月      | ハクラプ            | 意味不明               |
| 4月      | バイケンチリ チュプ | バイケン鳥が来る月     |
| 5月      | コピウノカ チュプ   | 鴎が卵を産む月         |
| 6月      | ハルノカ チュプ     | ハル鳥が卵を産む月     |
| 7月      | シキイビカル チュプ | 鮭が川に登る月         |
| 8月      | シイヌム チュプ     | 鱒が川に登る月         |
| 9月      | チラルカル チュプ   | チラルカ鳥が多く居る月 |
| 10月     | モルサスムカ        | 意味不明               |
| 11月     | トーアシ            | 意味不明               |
| 12月     | クエカイ            | 狐を掛ける月           |

| イロコイ族の暦         |
| ---------------------- |
| 太陽が再び大きくなる月 |
| 落葉が水に落ちる月     |
| 落葉が水に沈む月       |
| 草木が芽吹く月         |
| 果実が実付き始める月   |
| 草木が伸びる月         |
| 草木が豊穣を迎える月   |
| 収穫を始める月         |
| 収穫が終わる月         |
| 寒さが再び訪れる月     |
| とても寒い月           |
| 太陽が再び訪れる月     |

### 和風月名
現代の日本では、グレゴリオ暦の各月に旧暦（太陰太陽暦）で使われた呼称を引き継いだ和名（和風月名）を充てることがある（ただし、例えば「睦月」は本来は旧暦1月の呼称なので、厳密には誤用である）。和風月名の語源には諸説ある。一方で、「一月」「二月」という表記も古代から使用され、最古の例は奈良時代の720年に編纂された『日本書紀』（神武紀）に見られる漢字「二月」に片仮名の訓で「キサラギ」など、数字表記と和風月名が併記された部分がある。なお11月は「十有一月（シモツキ）」、12月は「十有二月（シハス）」である。
また、各月には様々な異称がある。8月を例に取ると、「葉月」の他に「建酉月（けんゆうげつ）」「壮月（そうげつ）」「桂月（けいげつ）」「秋風月（あきかげづき）」「ささはなさ月」「仲秋（ちゅうしゅう）」「竹の春（たけのはる）」などがある。
| 月   | 和名                     | 主な異称                                                                                                 |
| ---- | ------------------------ | --- |
| 1月  | 睦月（むつき）           | 建寅月（けんいんげつ）、初春（しょしゅん）、新春（しんしゅん）、月正（げっせい）、他                     |
| 2月  | 如月（きさらぎ）         | 建卯月（けんぼうげつ）、仲春（ちゅうしゅん）殷春（いんしゅん）、星鳥（せいちょう）、他                   |
| 3月  | 弥生（やよい）           | 建辰月（けんしんげつ）、晩春（ばんしゅん）、殿春（でんしゅん）、竹秋（ちくしょう）、他                   |
| 4月  | 卯月（うづき）           | 建巳月（けんしげつ）、初夏（しょか）、首夏（しゅか）、乾梅（けんばい）、他                               |
| 5月  | 皐月（さつき）           | 建午月（けんごげつ）、仲夏（ちゅうか）、盛夏（せいか）、茂林（もりん）、他                               |
| 6月  | 水無月（みなづき）       | 建未月（けんびげつ）、長夏（ちょうか）、晩夏（ばんか）、鶉火（じゅんか）、他                             |
| 7月  | 文月（ふみづき、ふづき） | 建申月（けんしんげつ）、初秋（しょしゅう）、新秋（しんしゅう）、瓜時（かじ）、他                         |
| 8月  | 葉月（はづき）           | 建酉月（けんゆうげつ）、仲秋（ちゅうしゅう）、深秋（しんしゅう）、竹春（ちくしゅん）、他                 |
| 9月  | 長月（ながつき）         | 建戌月（けんじゅつげつ）、晩秋（ばんしゅう）、暮秋（ぼしゅう）、霜辰（そうしん）、他                     |
| 10月 | 神無月（かんなづき）     | 建亥月（けんがいげつ）、初冬（しょとう）、立冬（りっとう）、極陽（きょくよう）、神在月(かみありづき)、他 |
| 11月 | 霜月（しもつき）         | 建子月（けんしげつ）、仲冬（ちゅうとう）、正冬・盛冬（せいとう）、天泉（てんせん）、他                   |
| 12月 | 師走（しわす）           | 建丑月（けんちゅうげつ）、晩冬（ばんとう）、残冬（ざんとう）、月窮（げっきゅう）、他                     |

### 太陰暦に基づく月名
イスラム教社会では、世界標準暦（西暦）と並び太陰暦であるヒジュラ暦（イスラム暦・マホメット暦・回教暦）が使われる。
| 月   | ヒジュラ暦                                                              | 日数                  |
| ---- | ----------------------------------------------------------------------- | --------------------- |
| 1月  | ムハッラム（المحرّم）                                                    | 30日間                |
| 2月  | サファル / サーファール（صفر）                                          | 29日間                |
| 3月  | ラビー・アル＝アウワル /（ربيع الأوّل）                                  | 30日間                |
| 4月  | ラビーウ・アル＝サーニー / ラビア2（ربيع الثاني , ربيع الآخر）          | 29日間                |
| 5月  | ジュマーダー・アル＝ウーラー / ジョマダ1（جمادى الأولى）                | 30日間                |
| 6月  | ジュマーダー・アル＝サーニー / ジョマダ2（جمادى الآخرة, جمادى الثانية） | 29日間                |
| 7月  | ラジャブ（رجب）                                                         | 30日間                |
| 8月  | シャアバーン / シャーバン（شعبان）                                      | 29日間                |
| 9月  | ラマダーン / ラマダン（رمضان）                                          | 30日間                |
| 10月 | シャウワール / シャウワル（شعبان）                                      | 29日間                |
| 11月 | ズー・アル＝カアダ / ドゥルカーダ（ذو القعدة）                          | 30日間                |
| 12月 | ズー・アル＝ヒッジャ / ドゥルヘジア（ذو الحجّة）                         | 29日間/30日間（閏年） |

イスラム圏内ではこのヒジュラ暦と併せ、農耕民のためのイラン暦（イスラム太陽暦）も作られた。

### 太陰太陽暦に基づく月名
イスラエルでは世界標準暦（西暦）と並び、太陰太陽暦であるユダヤ暦も使用される。西暦の9月ごろに相当するティシュリ（チスリ）の月から始まり、閏月は19年に7度加えられる（19年7閏法）。
| 月   | 西暦の月 | ユダヤ暦                        | 日数      |
| ---- | -------- | ------------------------------- | --------- |
| 1月  | 9月ごろ  | ティシュリー / ティシュリ       | 30日間    |
| 2月  | 10月ごろ | マルヘシュヴァン / ヘシュウアン | 29/30日間 |
| 3月  | 11月ごろ | キスレーウ / キスレーヴ         | 29/30日間 |
| 4月  | 12月ごろ | テベット / テベット             | 29日間    |
| 5月  | 1月ごろ  | シュバット / シエバト           | 30日間    |
| 6月  | 2月ごろ  | アダル                          | 30日間    |
| 7月  | 3月ごろ  | ニサン                          | 30日間    |
| 8月  | 4月ごろ  | イヤール / イツヤル             | 29日間    |
| 9月  | 5月ごろ  | シバン / シウアン               | 30日間    |
| 10月 | 6月ごろ  | タンムーズ / タンムズ           | 29日間    |
| 11月 | 7月ごろ  | アブ                            | 30日間    |
| 12月 | 8月ごろ  | エルール / エルル               | 29日間    |
| 閏月 | -        | アダル・シェーニー / アダル2    | 29日間    |

### 月齢に則らない月名
中央アメリカで栄えたマヤ文明は高い天文知識を持ち、紀元前7-6世紀には正確な月や金星の周期を割り出していた。しかし彼らが用いたマヤ暦の「月」は月の満ち欠けに関係しない20日を単位としていた。宗教暦では13か月の260日を一年とし、常用暦では18か月の360日に5日だけになる19番目の月を加え365日としていた。
| 月   | マヤ常用暦の月名           | 日数 |
| ---- | -------------------------- | ---- |
| 1月  | ポプ／ポップ (Pop)         | 20日 |
| 2月  | ウォ／ウオ (Uo)            | 20日 |
| 3月  | シップ／シプ (Zip)         | 20日 |
| 4月  | ソッツ (Zotz)              | 20日 |
| 5月  | セック (Tzec)              | 20日 |
| 6月  | シュル (Xul)               | 20日 |
| 7月  | ヤシュキン (Yaxkin)        | 20日 |
| 8月  | モル (Mol)                 | 20日 |
| 9月  | チェン (Chen)              | 20日 |
| 10月 | ヤシェ (Yax)               | 20日 |
| 11月 | サック (Zac)               | 20日 |
| 12月 | ケフ (Ceh)                 | 20日 |
| 13月 | マック (Mac)               | 20日 |
| 14月 | カンキン (Kankin)          | 20日 |
| 15月 | ムアン (Muan)              | 20日 |
| 16月 | パシュ (Pax)               | 20日 |
| 17月 | カヤップ (Kayab)           | 20日 |
| 18月 | クムク (Cumku)             | 20日 |
| 19月 | ワィエプ／ワヤッブ (Uayeb) | 5日  |

## 期間としての月
「月」は時間（期間）の単位としても用いられる。通常は「○箇月（○か月、○か月）」（○かげつ）という表現を用いる。なお、単に「○月」という表現を用いる場合もあり、この場合は、暦上の1番目の月、2番目の月…に対応するいちがつ（1月）、にがつ（2月）…と区別するため、日常的には「ひとつき（一月）」「ふたつき（二月）」…と訓読みを用いるが、公用文・法令文などでは必ず「いちげつ（一月）」「にげつ（二月）」…と音読みする。
「1箇月」という場合は、特に断りがない限り、初日は算入せず翌日を起算日とし、翌月の起算日応当日の前日までを指す。例えば1月15日からの1箇月は、「1月16日から2月15日まで」である。翌月に起算日応当日がない場合（例：起算日が10月31日の場合）は、翌月の末日まで（この例では11月30日まで）となる。これらのことは、日本では民法（138条 - 143条）で定められている。
ただし、このように定められる1箇月は、月によって日数が異なるため、科学における証明など、厳密に時間の長さを表現することが求められる場では用いられない。国際単位系 (SI) では併用単位にもなっておらず、日本では計量法で使用してよい単位には入れられていない。

## 分割法
- 六曜：日本の旧暦を基準に、1か月を6つの曜である「先勝」「友引」「先負」「仏滅」「大安」「赤口」の6日周期に割り当てる。ただし毎月1日の曜は固定されている[30]。
- 七曜・週：各日を太陽・月・惑星に割り当てた7日周期[30]。
- 旬：元来は10日間のこと。1か月を上旬・中旬・下旬の3つに分けた区分で約10日周期[1]。
- 半月・二十四節気 [31]：約15日周期。

## 符号位置
Unicodeには全角幅の「1月」-「12月」が以下のコードポイントに定められている。
| 記号 | Unicode | JIS X 0213 | 文字参照          | 名称 |
| ---- | ------- | ---------- | ----------------- | ---- |
| ㋀   | U+32C0  | -          | &#x32C0; &#12992; | 1月  |
| ㋁   | U+32C1  | -          | &#x32C1; &#12993; | 2月  |
| ㋂   | U+32C2  | -          | &#x32C2; &#12994; | 3月  |
| ㋃   | U+32C3  | -          | &#x32C3; &#12995; | 4月  |
| ㋄   | U+32C4  | -          | &#x32C4; &#12996; | 5月  |
| ㋅   | U+32C5  | -          | &#x32C5; &#12997; | 6月  |
| ㋆   | U+32C6  | -          | &#x32C6; &#12998; | 7月  |
| ㋇   | U+32C7  | -          | &#x32C7; &#12999; | 8月  |
| ㋈   | U+32C8  | -          | &#x32C8; &#13000; | 9月  |
| ㋉   | U+32C9  | -          | &#x32C9; &#13001; | 10月 |
| ㋊   | U+32CA  | -          | &#x32CA; &#13002; | 11月 |
| ㋋   | U+32CB  | -          | &#x32CB; &#13003; | 12月 |